# Königsfelden

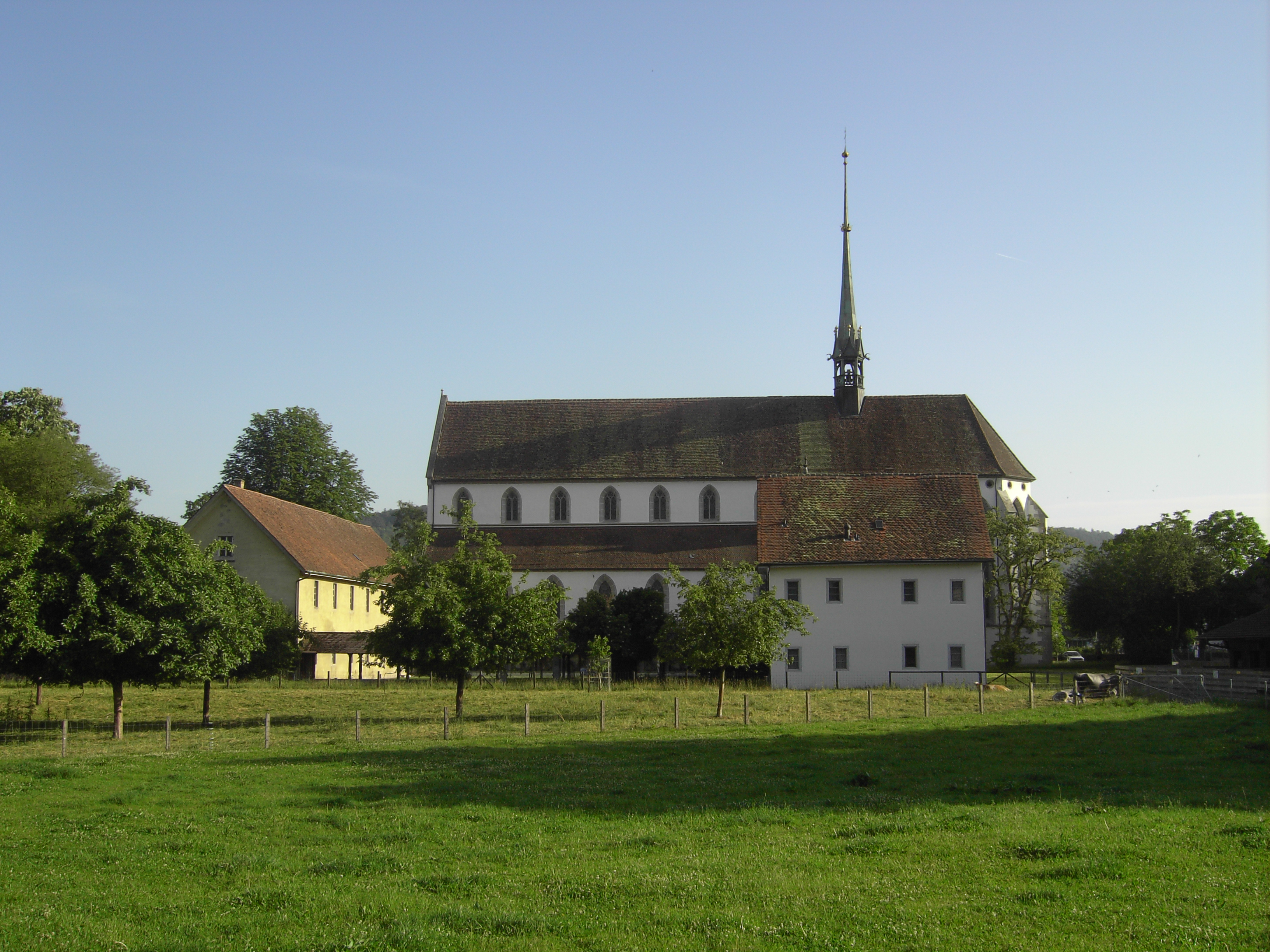
Anlage von Süden

Königsfelden ist ein ehemaliges Doppelkloster der Klarissen und Franziskaner in der Gemeinde Windisch im Schweizer Kanton Aargau. Es wurde 1309 durch die Habsburger gegründet und nach der Reformation im Jahr 1528 säkularisiert. Der Gebäudekomplex diente anschliessend als Residenz der Berner Landvögte, seit 1868 befindet sich hier eine Psychiatrische Klinik. Die Kirche gehört seit 2009 zum Museum Aargau. Der aus dem 14. Jahrhundert stammende Glasmalereizyklus gilt mit der Chorverglasung des Berner Münsters als bedeutendster der Schweiz.

## Geschichte
Der Bau des Klosters erfolgte auf Initiative der Habsburger, deren Stammsitz ca. zwei Kilometer südwestlich von Windisch liegt. Am 1. Mai 1308 war König Albrecht I. unweit des Reussübergangs bei Windisch von seinem Neffen, Herzog Johann von Schwaben, ermordet worden. Zum Gedenken an diese Familientragödie stiftete die Königswitwe Elisabeth von Görz-Tirol ein Klarissenkloster, das Königsfelden genannt wurde. Von Beginn weg war dem Klarissenkloster ein kleiner Franziskanerkonvent angegliedert, der für die Seelsorge zuständig war. Die ersten Franziskanerbrüder zogen 1311 ein, die Nonnen folgten im Jahr danach. Die Königsfelder Chronik vermeldet, dass beim Bau des Klosters Bodenfunde gemacht wurden. Hier lag einst das Legionslager Vindonissa.
Albrechts Tochter Agnes von Ungarn, die Witwe des 1301 gestorbenen ungarischen Königs Andreas III., lebte ab 1317 in Königsfelden. Dank umfangreicher Landkäufe und wirtschaftlichem Geschick führte sie das Kloster zur Blüte. Am 22. August 1344 erteilte ihr Papst Clemens VI. das Privileg, das Kloster sooft sie wolle zu besuchen und an das Kloster ein Haus zu bauen. Nach ihrem Tod 1364 setzte ein schleichender Niedergang ein. 1397 schenkten die habsburgischen Herzöge dem Kloster das Eigenamt mit sämtlichen dazugehörenden Herrschaftsrechten.
Mit der Eroberung des westlichen Aargaus durch die Stadt und Republik Bern ging die Verbindung zum Stifterhaus verloren. Nach der Einführung der Reformation 1528 wurde das Kloster aufgehoben. Die Initiative zur Auflösung ging von den Nonnen des Klosters aus.
Der Gebäudekomplex erfuhr zahlreiche Umbauten und diente als Amtssitz der bernischen Landvögte des Amtes Königsfelden. Ein Hofmeister übernahm die Verwaltung der ehemaligen Klostergüter. 1804 gelangte das ehemalige Kloster in den Besitz des im Jahr zuvor gegründeten Kantons Aargau. Von 1868 bis 1872 erfolgte der Umbau zur Kantonalen Heil- und Pflegeanstalt, einer Psychiatrischen Klinik. Dabei wurde ein grosser Teil des Franziskanerkonvents abgetragen.
1947 drehte der Regisseur Leopold Lindtberg Teile seines Spielfilms Matto regiert in und um Königsfelden. Der Autor der Romanvorlage Friedrich Glauser verarbeitete darin teilweise seine Erlebnisse als Psychiatriepatient.

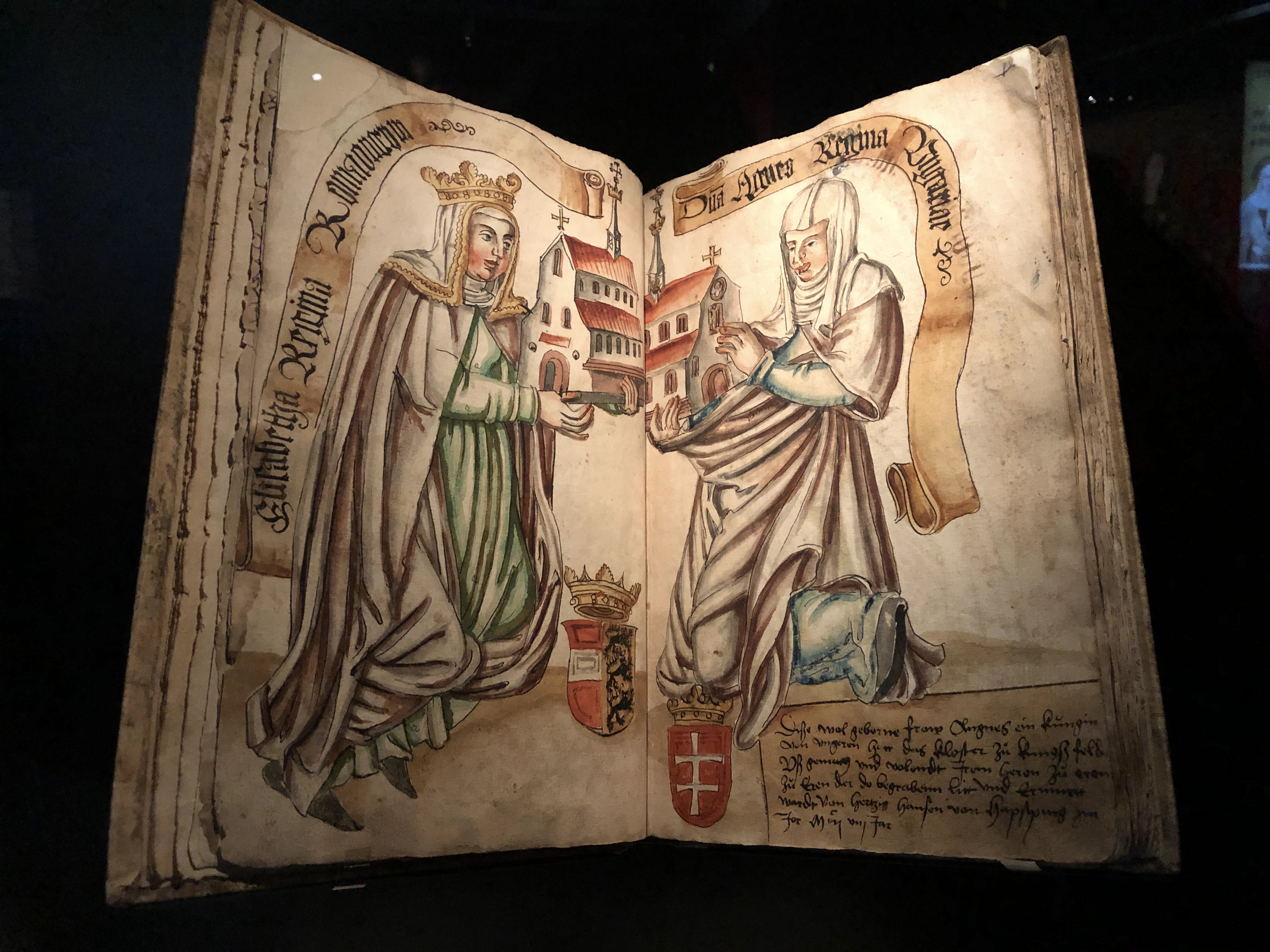
Elisabeth von Görz und Tirol (links) und ihre Tochter Agnes von Ungarn. Die Schriftbänder verweisen auf die Gründung. Agnes trägt den Witwenschleier.
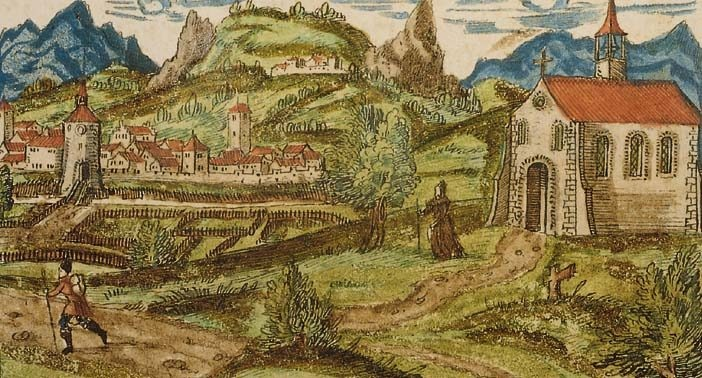
Königsfelden in der Chronik von Christoph Silberysen, um 1570. Im Hintergrund die Stadt Brugg.
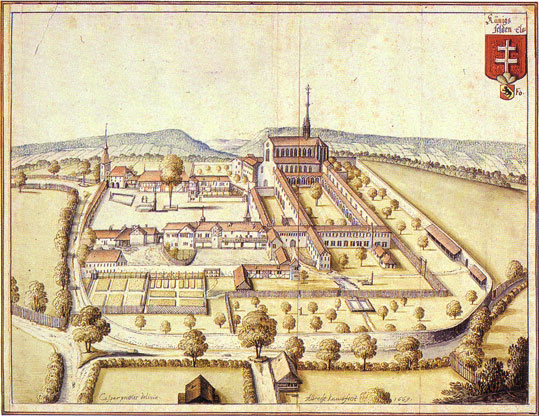
Kloster Königsfelden 1669

### Bekannte Äbtissinnen
- um 1313: Hedwiga von Kuntzlau
- 1318–1324: Guta von Bachenstein
- 1329: Benigna von Bachenstein
- um 1330–1340: Agnes[3] von Brandis? (Agnes von Ungarn, wie allgemein angenommen wird, kann es nicht gewesen sein, da sie nach Gerbert selbst nie dem Orden beitrat und den Schleier nahm).[4] Möglich ist, dass die Äbtissin des Damenstifts Säckingen zeitweise auch Äbtissin der Damenstifts Königsfelden war. Zur gleichen Zeit war Agnes von Brandis nämlich Äbtissin von Säckingen. Als ihre Vorgängerin wird dort bis 1330 Adelheit von Uhlingen genannt.
- um 1334: Adelheid I.
- um 1355: Elisabeth I. von Leiningen? (Liebenau sieht darin eine Verwechslung der Jahreszahl 1455)[3]
- um 1371: Anna I. von Goldenberg
- 1374–1383: Irmengard von Hohenberg
- um 1405: Adelheid II. von Hallwyl
- 1406–1408: Margaretha I. von Wachingen
- 1411–1415: Margaretha II. von Grünenberg
- 1416–1456: Elisabeth II. von Leiningen
- 1456–1459: Ursula von Mülinen
- um 1459: Eva von Erpach
- um 1471: Osanna Jäger
- 1472–1492: Apollonia von Hohenberg
- 1497–1506: Anna II. von Stein
- 1511–1513: Emerita Lutschern
- 1516–1528: Katharina Truchsess von Waldburg

### Klinikdirektoren
- 1872–1891: Edmund Schaufelbüel[5]
- 1891–1902: Adolf Weibel[5]
- 1902–1920: Leopold Frölich[6]
- 1920–1944: Arthur Kielholz[7]
- 1944–1970: Peter Mohr[7]
- 1970–1990: Fritz Gnirss[7]

## Klosteranlage

Historisches Luftbild von Werner Friedli von 1949. Ehemaliges Klostergebäude und Kirche

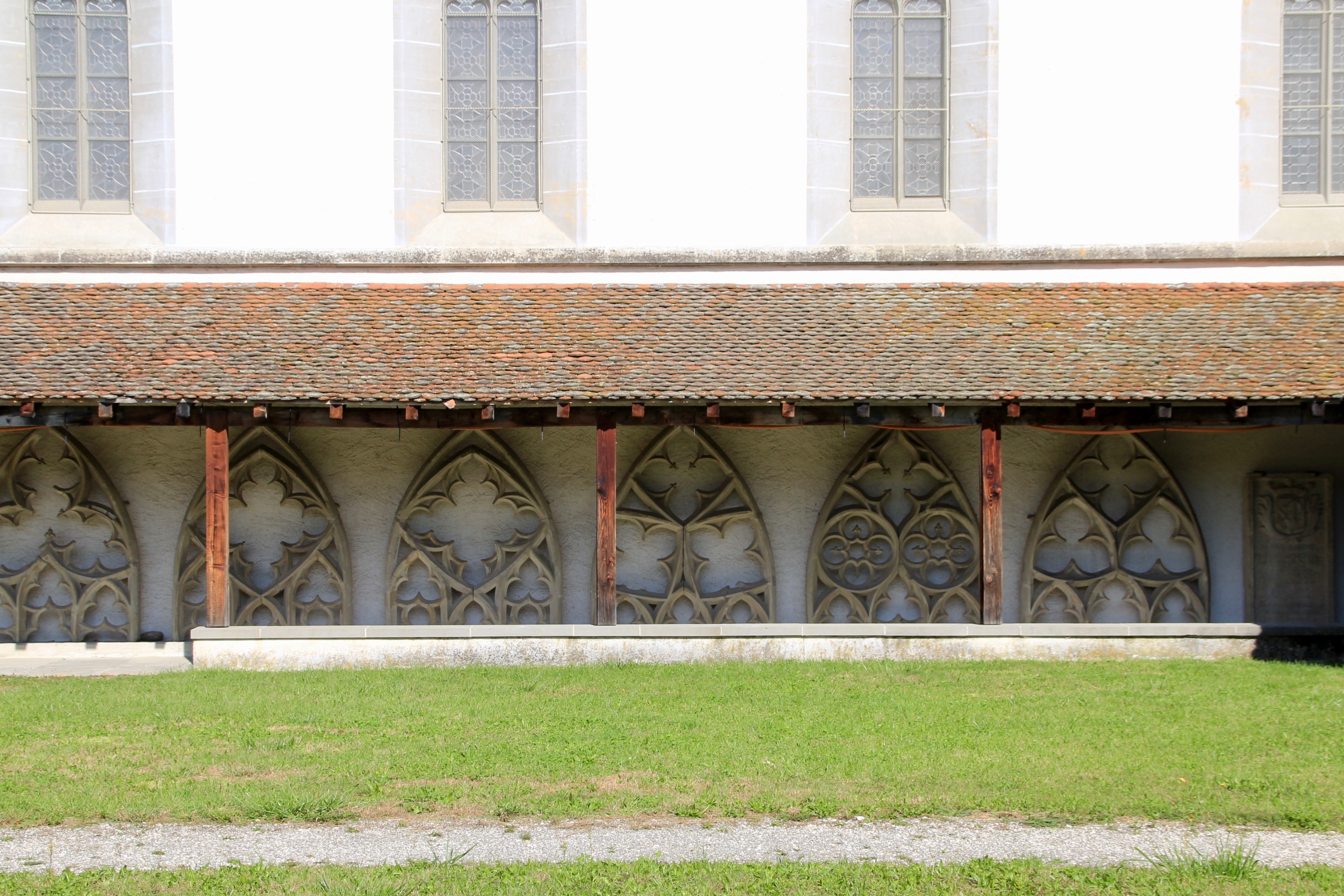
Kreuzgang

Bei der Gründung des Klosters Königsfelden wurde in der Stiftungsurkunde festgehalten, zwei Konvente auf dem Areal anzusiedeln. So entstand die Doppelklosteranlage.
Ursprünglich war die Kirche von beiden Seiten mit je einem Konvent eingefasst: Nördlich lag der Franziskanerkonvent, von dem lediglich das sogenannte Archivgewölbe – der eigentliche Zweck des Raums ist bis heute unbekannt – dem Abbruch 1870 entging. In ihm sind Wandmalereien mit den gefallenen Rittern aus der Schlacht bei Sempach 1386 zu sehen. Diese Darstellungen waren die Vorbilder für die im 17. Jahrhundert angefertigte hölzerne Tafel, die sich im Langhaus der Klosterkirche befindet. Die restlichen Gebäudeteile des Franziskanerklosters sind durch in den Boden eingelassene Steinplatten markiert.
Südlich stehen noch Teile des Nonnenkonvents, zum Beispiel der Kreuzgang. Die umliegenden Gebäude geben in ihrer heutigen Ausdehnung nur noch einen ungefähren Eindruck der ehemaligen grossen Klosterbauten an dieser Seite. Auf dem Rückweg zur Kirche führt der Weg durch einen ehemaligen Wirtschaftshof mit verschiedenen Gebäudeteilen. Diese Bauten wurden in bernischer Zeit neu errichtet oder stark umgestaltet, namentlich die Hofmeisterei mit ihrem markanten Treppenturm und dem Renaissance-Portal. Der ganze Bereich westlich der Kirchenfassade war im Mittelalter von Wirtschaftsbauten des mächtigen Klosters Königsfelden umgeben.

### Ehemalige Hofmeisterei

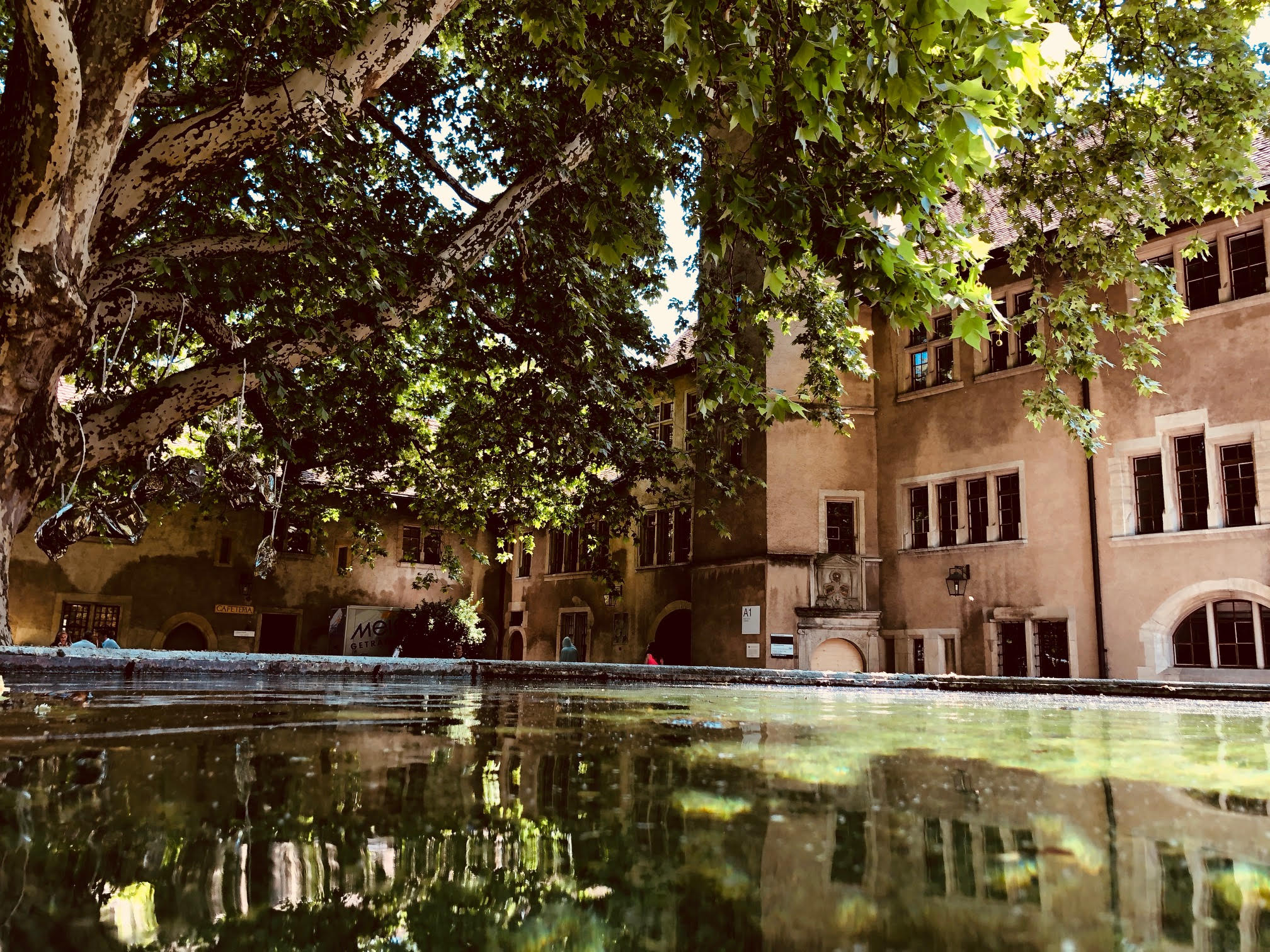
Franziskanerkloster Königsfelden

Westlich an dem kleinen Wirtschaftshof des früheren Klosters liegt die ehemalige Hofmeisterei, ein angebauter fünffach gestaffelter spätgotischer Gebäudetrakt aus dem 15./16. Jahrhundert.

### Gebäude
Von der weitläufigen Anlage mit dem ehemaligen Klosterpark erhalten geblieben sind die Kirche, das Archiv und das Schatzgewölbe des Franziskanerklosters, die bernische Hofmeisterei im spätgotischen Stil mit Renaissanceportal und Teile des ehemaligen Klarissenklosters.
Die Klosterkirche wurde zwischen 1310 und 1330 erbaut und gehört zu den Hauptwerken der Bettelordensarchitektur in der Schweiz. Nachdem die Berner Landvögte das Langhaus der Klosterkirche zeitweise als Kornlager zweckentfremdet hatten, wurde der Bau 1891–1893 aufwendig restauriert. Bei erneuten Restaurierungsarbeiten in den Jahren 1983–1986 durch Architekt Walter Moser in Zusammenarbeit mit dem Denkmalschutz wurde unter anderem der Lettner zwischen Langhaus und Chor rekonstruiert. Im Mittelschiff befindet sich ein Kenotaph aus Marmor über der ehemaligen Gruft, die bis 1770 als Grablege der Habsburger diente, als die Feierliche Übersetzung der kaiserlich-königlichen-auch-herzoglich-österreichischen höchsten Leichen nach dem Kloster St. Blasien erfolgte.

### Glasfenster
Beschreibung
Der vermutlich zwischen 1330 und 1340 geschaffene, weitgehend original erhaltene Glasgemäldezyklus im Chor, zählt zu den bedeutendsten Errungenschaften der europäischen Glasmalerei der Gotik. Eine urkundlich nicht fassbare Werkstatt mit stilistischen Einflüssen aus dem Elsass und dem Bodenseeraum war Schöpferin der herausragenden Kunstwerke (siehe auch: Meister von Königsfelden). Stifter der Glasmalereien waren die Angehörigen des 1308 ermordeten deutschen Königs Albrecht. Die Darstellungen der Donatoren sind in den Chorfenstern teilweise noch vorhanden und zeugen von der Wichtigkeit Königsfeldens für das Haus Habsburg.
Das Bildprogramm der Fenster ist, trotz einiger Verluste auf der Südseite, noch nahezu vollständig erhalten. Im Chorscheitel ist die Passion Christi abgebildet, flankiert von den Fenstern zur Menschwerdung Christi und zur Auferstehung Jesu Christi. Das nächste Fensterpaar zeigt den Vorläufer Johannes den Täufer (nebst Hl. Katharina) und den Nachfolger Paulus (nebst Maria). Das dritte Fensterpaar ist den Aposteln gewidmet. Die folgenden beiden Fensterpaare sind Heiligen gewidmet, zu denen der Orden oder die Stifterfamilie eine besondere Beziehung hatten: Franziskus, Nikolaus, Anna und Klara. Neben dem Chor birgt auch das Langhaus der ehemaligen Klosterkirche bedeutende Reste einer ornamentalen Verglasung sowie von einem dynastischen Zyklus mit Mitgliedern der Habsburgerdynastie aus vier Jahrhunderten.
Restaurierungen
Nach der Auflösung des Klosters setzte der allmähliche Zerfall der Glasmalereien ein. Unter anderem durch Witterungseinflüsse und Vandalismus verloren die Fenster Teile ihrer originalen Verglasung. Im 17. und 18. Jahrhundert füllte man die entstandenen Lücken im Chor mit Glasmalereien aus den Langhausfenstern, die nach dem Umbau des Langhauses in ein Kornhaus entbehrlich geworden waren. Zwischen 1896 und 1900 wurden die Glasmalereien durch den Zürcher Glasmaler Richard Arthur Nüscheler umfassend erneuert und ergänzt. Hauptziel dieser Restaurierung war es das ursprüngliche Konzept der Chorfenster, so weit wie möglich, wiederherzustellen. Alle Fenster wurden neu verbleit und fehlende Partien in den erhaltenen Bildfeldern neu geschaffen. In den Fenstern auf der Südseite des Chores, welche die meisten ihrer originalen Felder verloren hatten, wurde nur die ursprüngliche Komposition rekonstruiert und grösstenteils auf bildliche Ergänzungen verzichtet.
Die Restaurierung Nüschelers erfolgte, dem Zeitgeist entsprechend, im Stil des Historismus. Anders als heute, wo versucht wird, das Vorgefundene zu erhalten, galt für die Restauratoren jener Zeit das Ziel, einen vermuteten ursprünglichen Zustand herzustellen, auch wenn es ihn so vielleicht nie gegeben hat. Die zum Teil tiefen Eingriffe Nüschelers in die originale Substanz stören und verfälschen heute Teile der Glasmalereien von Königsfelden. Ein weiteres Beispiel für diese Restaurierungspraxis sind die Glasmalereien des Münsters von Freiburg im Breisgau, die auf ähnliche Weise irreparabel verändert wurden. Bei der letzten Restaurierung der Fenster in den Jahren 1987–2002, durch die Restauratoren Fritz J. Dold und Urs Wohlgemuth, respektierte man weitestgehend den Zustand, den Richard Arthur Nüscheler um 1900 geschaffen hatte.

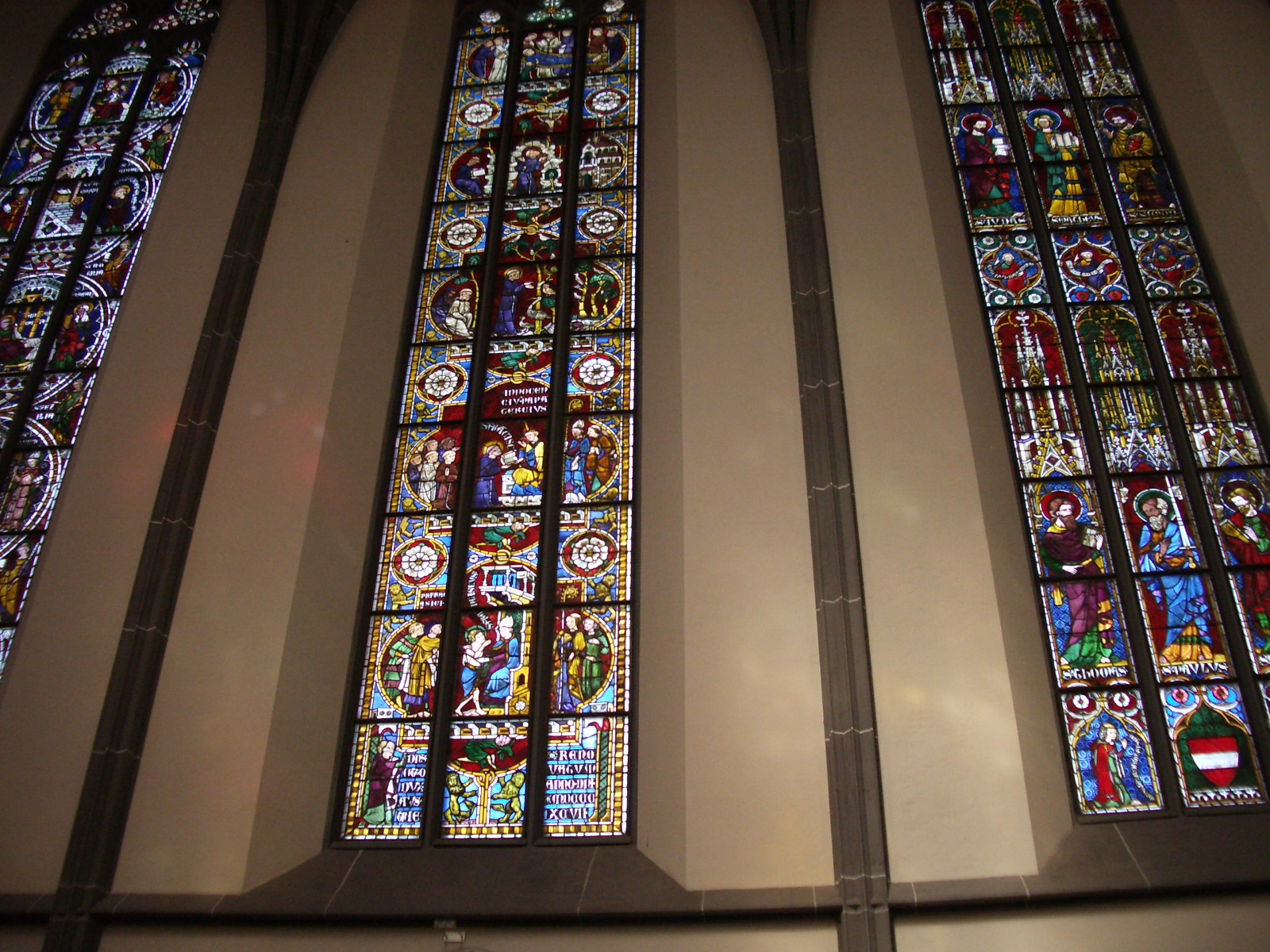
Franziskus- und Apostelfenster
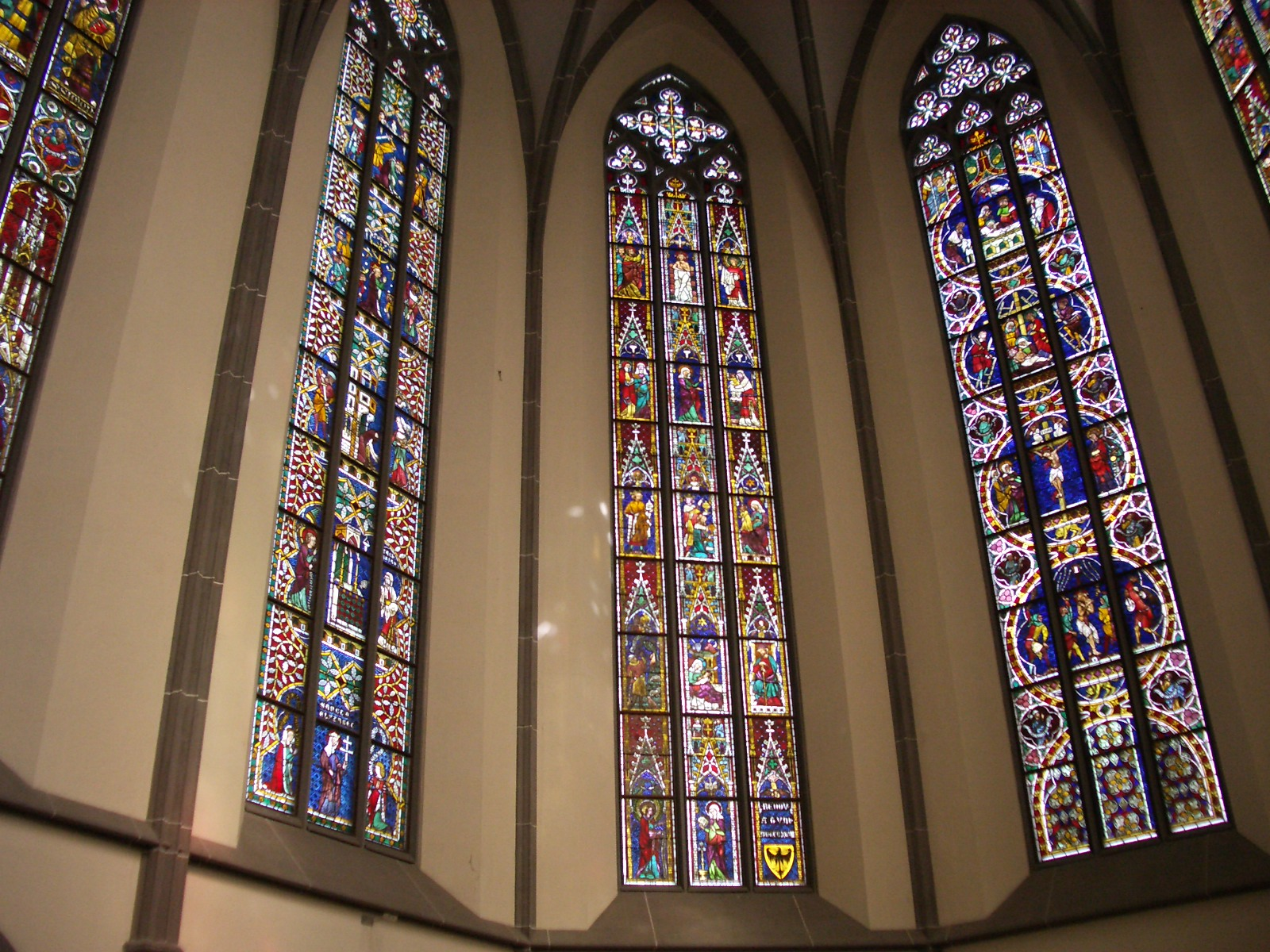
Johannes- und Katharinafenster, Menschwerdung Christi und Passionsfenster
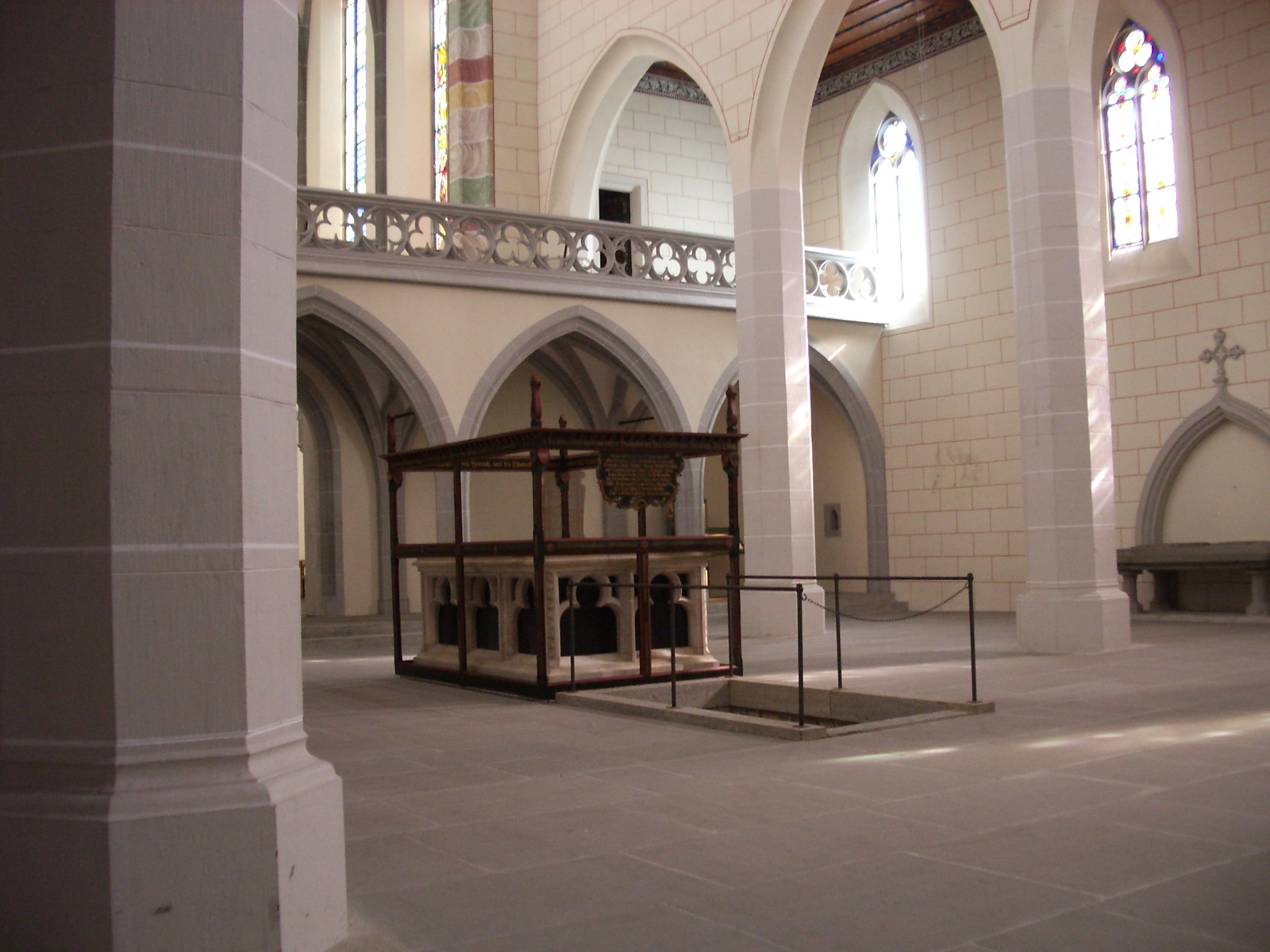
Habsburgisches Erbbegräbnis, schwarzes Marmorkenotaph, um 1320
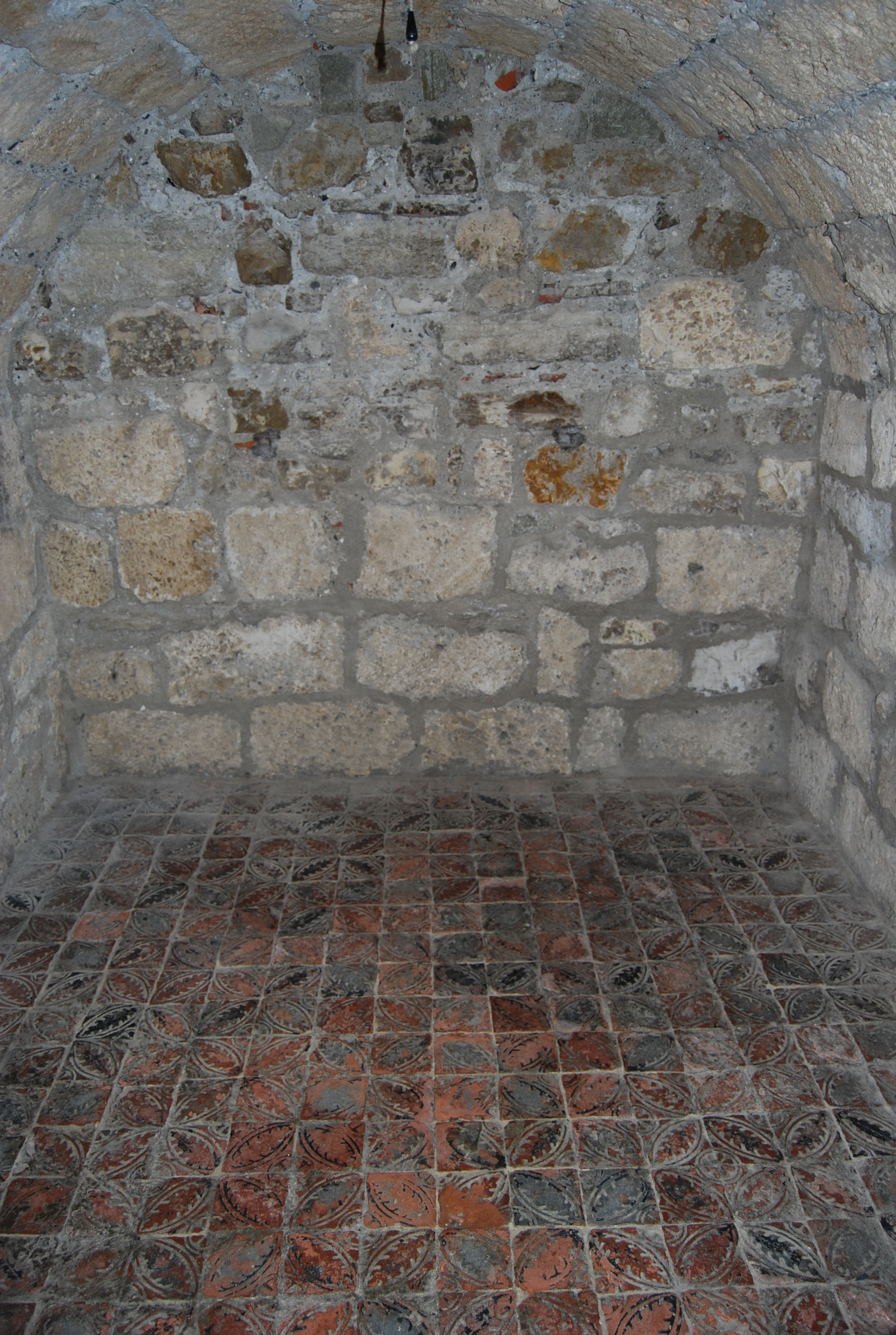
Habsburgergruft
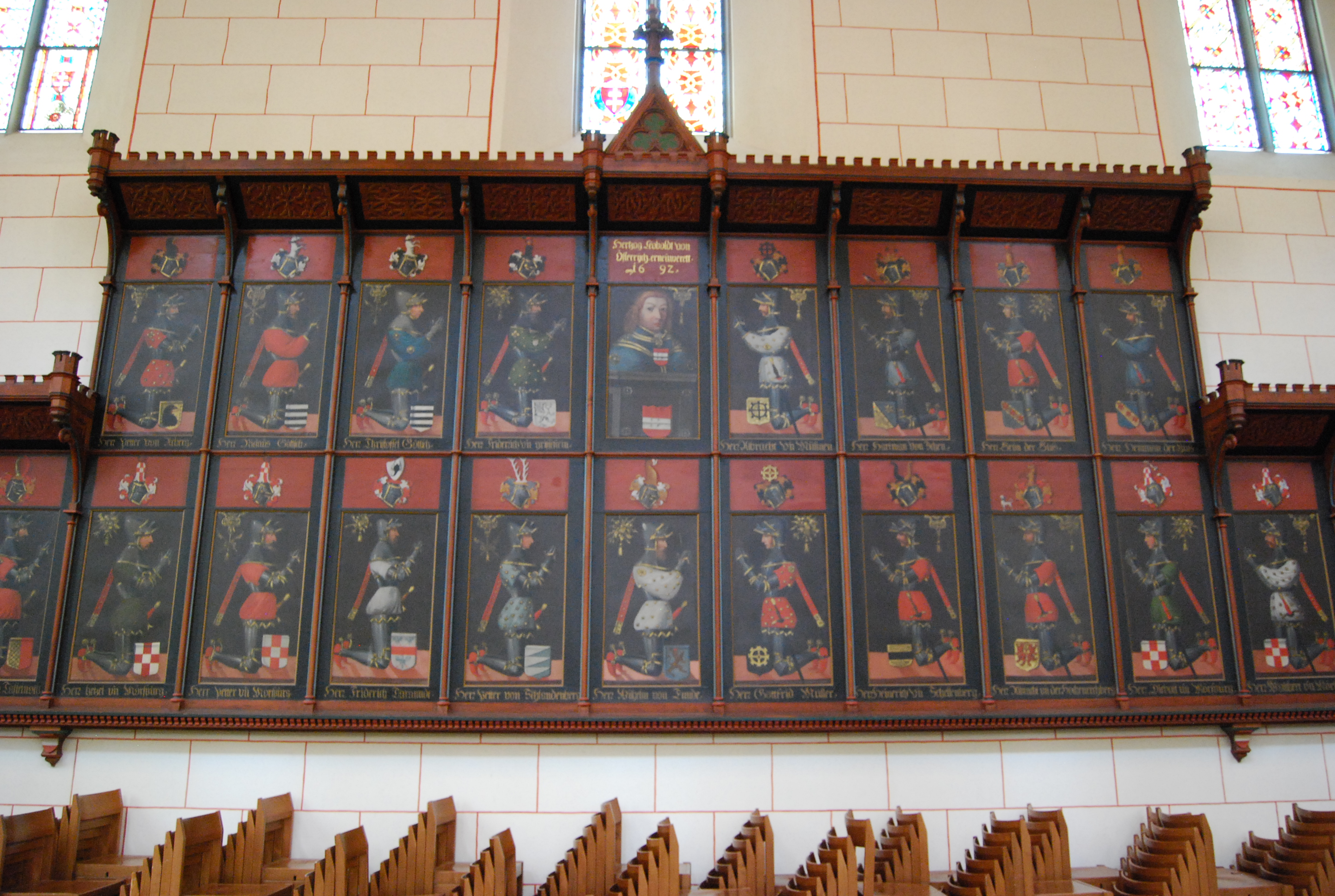
Gedenktafel an die bei der Schlacht bei Sempach 1386 gefallenen und in Königsfelden bestatteten Adligen

### Klosterscheune

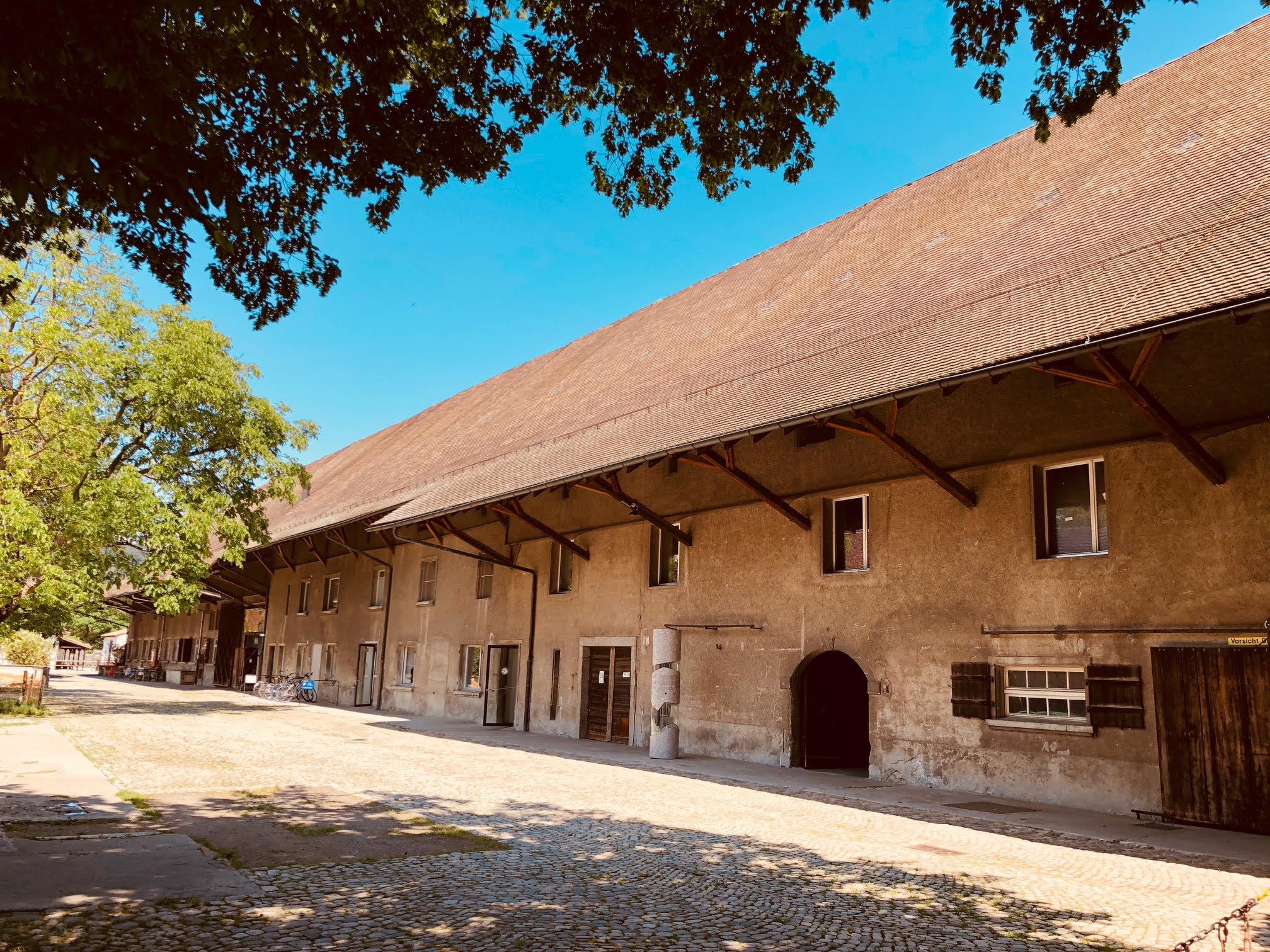
Klosterscheune Königsfelden

Zum Bestand der historischen Bauten von Königsfelden gehört auch die 1744 errichtete Klosterscheune, die als mächtigste Anlage dieser Art im Kanton an den einstigen wirtschaftlichen Rang Königsfeldens als der reichsten bernischen Hofgutsverwaltung erinnert. Zwar erdauerte sie einiges an Modernisierung, doch hat sie ihre Originalsubstanz im Wesentlichen bewahrt.

## Literarische Rezeption
- Conrad Ferdinand Meyer: Die sanfte Klosteraufhebung. um 1876. (Novellenfragment)
- Lea Gafner: Die Nonne tanzt. Cosmos Verlag, Muri 2015, ISBN 978-3-305-00457-7. (Historischer Roman zur Klosteraufhebung)